# Megistias
Megistias was een ziener uit Akarnanië die aanwezig was tijdens de Slag bij Thermopylae. Hij vocht er samen met de Spartanen tegen de Perzen, die veel talrijker waren.

## Slag bij Thermopylae
In 480 v.Chr. vielen de Perzische troepen Griekenland binnen. De Spartanen zonden een kleine strijdmacht van 300 Spartiaten vooruit om de pas van Thermopylae te verdedigen, samen met bondgenoten, waardoor het totale aantal op 7.000 man kwam. Dit was bedoeld als een 'symbolische' verdediging van Athene, dat anders zomaar zou opgegeven zijn door de Grieken. Op hun tocht naar de Thermopylae-pas kwamen de Spartanen, die al zeker waren van hun dood, Megistias, de ziener, tegen, deze had hun nederlaag ook al voorspeld. Na twee dagen van strijd kwam het Leonidas, koning en bevelhebber van de Spartanen, ter ore dat de Perzische 'Onsterfelijken', het keurkorps van koning Xerxes, een omtrekkende beweging hadden gemaakt om zo de Grieken te omsingelen. Leonidas gaf hierop het bevel dat iedereen het slagveld zou verlaten, uitgezonderd de Spartanen, Thespiërs en Thebanen. Bij degenen die weggezonden waren hoorde ook Megistias, maar die gaf echter geen gehoor aan dit bevel. Hij zorgde er echter wel voor dat zijn zoon, die ook in deze strijdmacht diende, wel vertrok. 
Alle resterende verdedigers sneuvelden tot de laatste man op die derde dag, onder wie ook Megistias. Bij Thermopylae werden later veel monumenten opgericht voor de verdedigers door Simonides. Megistias kreeg ook een apart opschrift: 

Hier ligt de ziener Megistias die tot zijn eeuwige glorie

bij de Spereichos-rivier stierf door het Medisch geweld

Hij heeft met kennis van zaken voorspeld dat de doodsdemon dreigde.

Eergevoel heeft hem belet dat hij zijn koning verliet.